# Chikan (terme)

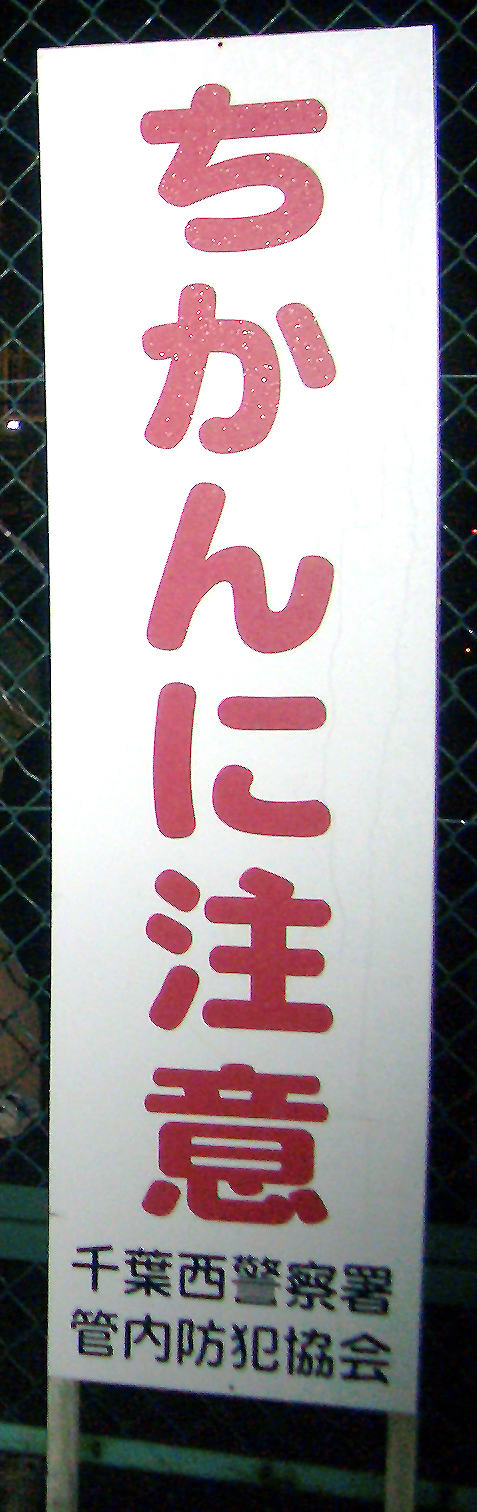
Avertissement à Chiba, Japon. L'inscription indique « Attention au chikan ».

Pour les articles homonymes, voir Chikan.
Chikan (痴漢, チカン, ou ちかん) est un terme japonais désignant un attouchement non consenti sur un autre individu dans un contexte sexuel et pervers où l'usage des mains est habituel ; il possède une connotation négative et est considéré comme une agression sexuelle dans la plupart des pays. Le terme « frotteurisme » s'applique lorsqu'une personne frotte ses parties génitales contre une autre personne non-consentante. Attoucher le corps d'une personne lors d'une relation sexuelle, un massage ou un examen médical n'est habituellement pas considéré comme chikan, le terme étant utilisé pour décrire un attouchement sexuel égoïste et inapproprié. Les parties corporelles habituellement visées incluent les fesses, les seins et les cuisses chez les femmes, et le pénis, les testicules et les fesses chez les hommes. Les individus effectuant ce type de pratique pressent la partie corporelle visée. 

## Japon
Au Japon, un homme adoptant ce type d'attouchement est appelé chikan, tandis qu'une femme est appelée chijo (痴女). Pour lutter contre ce problème, certaines compagnies ferroviaires font usage de voitures uniquement réservées aux passagères féminines durant les heures de pointe,,,. Au Japon, les victimes de ce comportement ne sont pas seulement des femmes mais également des hommes, même si cela reste minoritaire. Les agresseurs sont presque toujours des hommes et les victimes des femmes. Ce contexte a également inspiré plusieurs films. Le film Soredemo boku wa yattenai du réalisateur japonais Masayuki Suo, inspiré d'une histoire vraie, raconte l'histoire d'un employé de bureau acquitté de faits de chikan après cinq ans de procédure judiciaire. Dans de tels cas, la justice se montre intolérante et les sentences deviennent de plus en plus sévères,.
Kumi Sasaki raconte dans le livre Tchikan les agressions sexuelles dont elle a été victime dès l’âge de 12 ans dans le métro à Tokyo. « Le trait le plus odieux du harcèlement sexuel dont les collégiennes japonaises sont quotidiennement victimes (dans les transports en commun, dans la rue...) est sans doute de se voir attribuer, souvent par leurs proches, la responsabilité de leurs tourments. C’est la triste constatation qui ressort de Tchikan, le livre-confession écrit par Kumi Sasaki (et Emmanuel Arnaud) ».